# IV. Frigyes dán király
IV. Frigyes (Copenhagen Castle, 1671. október 11. – Odense Palace, 1730. október 12.) Dánia és Norvégia királya 1699-től haláláig.

## Az északi háború
IV. Frigyes 1671. október 11-én született Koppenhágában, V. Keresztély dán és norvég király és Hessen-Kasseli Sarolta Amália legidősebb gyermekeként. Apja 1699-es halála után ő lett az ország harmadik, abszolút hatalommal bíró királya.

IV. Frigyes külpolitikáját nagymértékben meghatározta az uralkodása nagy része alatt dúló északi háború. A roskildei béke óta Dánia elsődleges törekvése volt, hogy visszaszerezze svéd uralom alá került területeit. 1699-ben Dánia, Lengyelország-Litvánia és Oroszország svédellenes szövetséget kötött és 1700-ban IV. Frigyes megtámadta a svédekkel szövetséges Holstein-Gottorpi hercegséget. XII. Károly svéd király a status quo fenntartását kívánó Nagy-Britannia és Hollandia segítségével tízezres sereget tett partra Koppenhága mellett, mire a dánok békét kértek.
1703 és 1711 között több ízben kisebb csapatokat vezényelt Magyarországra, amelyek harcoltak az osztrák császári csapatok oldalán II. Rákóczi Ferenc ellen. A dánok segítségével nyerték meg a császáriak a zsibói csatát is. Kísérletet tett Rákóczi elfogására is, hogy az osztrákok kezébe adja, ezért amikor Rákóczi Lengyelországból Franciaországba tartott, hajóját a dánok fel akarták tartóztatni, de Rákóczi végül nem került a dán hatóságok kezébe.
1709-ben a poltavai csata után Dánia újból belépett a háborúba. Bár végül a győztes oldalon fejezték be a háborút, a frederiksborgi békében nem sikerült visszaszerezniük Skånet, de visszacsatolták Schleswig déli részeit és a Holstein-Gottorpi hercegség dán függésbe került. Károly Frigyes holsteini herceg az orosz udvarba menekült, ahol feleségül vette I. Péter cár lányát és a fia III. Péter néven maga is cár lett.

## Belpolitikája
Frigyes legfontosabb reformja a jobbágyság (vornedskab) 1702-es eltörlése volt. Ezt a vívmányt azonban utódja, VI. Keresztély a parasztok újbóli röghözkötésével 1733-ban eltörölte.

A háború után a kereskedelem és a kultúra virágzásnak indult. Megnyílt az első dán színház, és a híres színműíró, Ludvig Holberg is ekkor kezdte karrierjét. Kolóniát alapítottak Grönlandon és Hans Egede megkezdte az eszkimók megtérítését.

1700-ban Dániában bevezették a Gergely-naptárat.

Frigyes, aki kétszer is járt Itáliában, két kastélyt építtetett olasz barokk stílusban, a Frederiksberg palotát és a Fredensborg palotát. 1708-09-es velencei látogatása idején olyan hideg tél köszöntött be, hogy befagytak a lagúnák, és száraz lábbal lehetett átkelni a városból a szárazföldre. A velencei tréfa szerint a dán király magával hozta a hideget.

Uralkodása alatt két katasztrófa sújtotta Koppenhágát, az 1711-es pestisjárvány és 1728-as tűzvész, melyben a régi városnegyed nagy része elpusztult. A tűzben a híres csillagász, Ole Rømer könyvei és mérési eredményei is megsemmisültek.
Idős korára Frigyes, gyenge egészsége és magánéleti veszteségei (számos gyermeke közül csak kettő érte meg a felnőttkort) a pietizmus felé fordult. 1730. október 12-én halt meg, hamvait a dán királyok hagyományos temetkezési helyén a roskildei székesegyházban őrzik.

## Családja és gyermekei

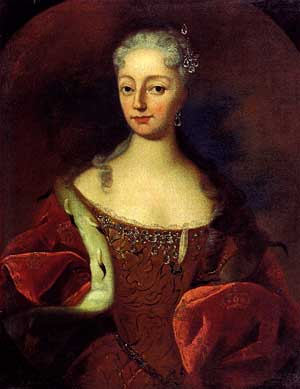
Anne Sophie Reventlow. Ismeretlen festő műve a frederiksborgi múzeumban.

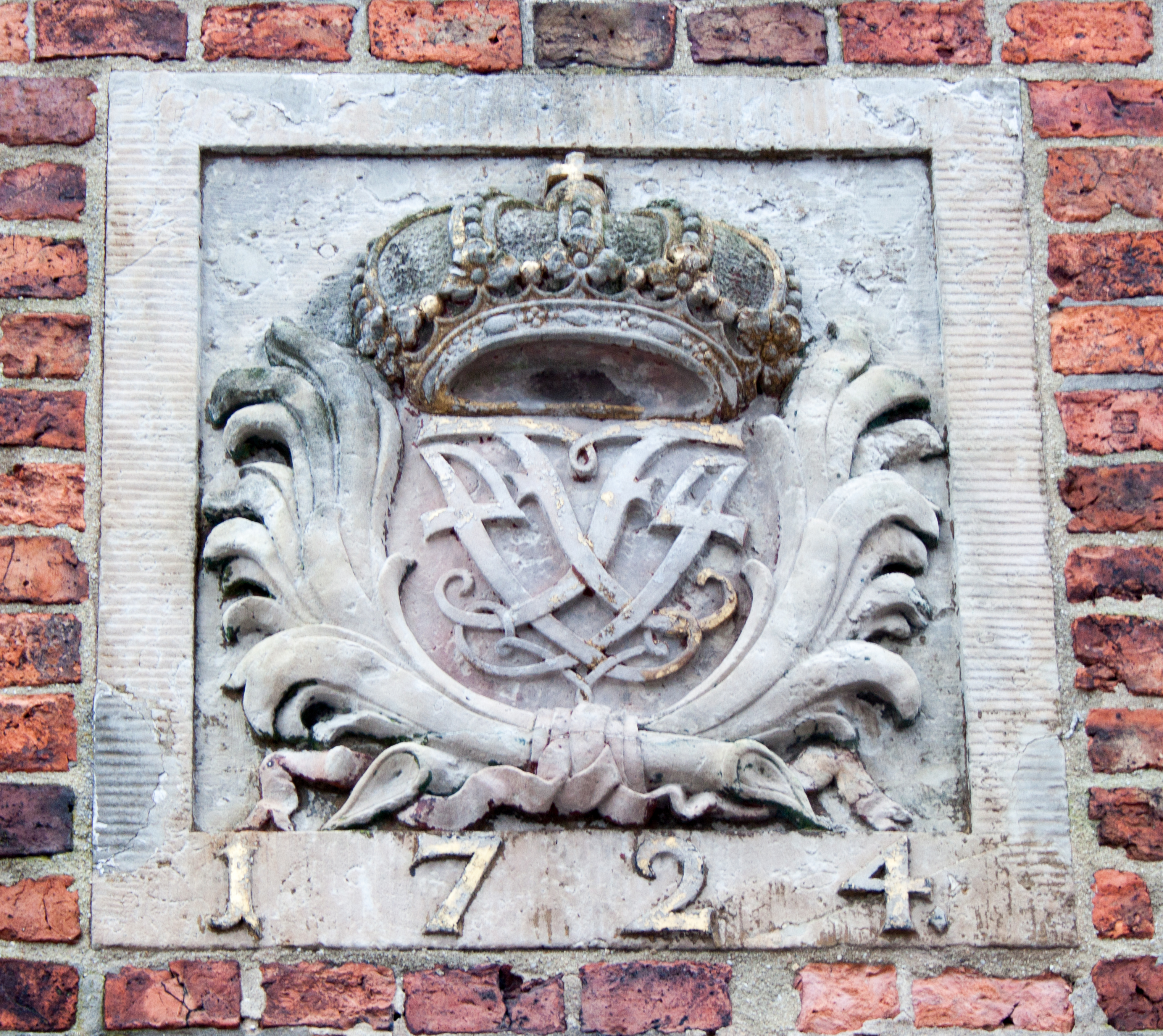
IV. Frigyes dán király monogramja Ribe városában

Frigyes 1695-ben feleségül vette Lujzát, Gusztáv Adolf mecklenburg-güstrowi herceg lányát. Anélkül hogy elvált volna tőle, kétszer is újabb házasságot kötött, bigámiát követve el ezáltal. Először 1703-ban vette feleségül Elisabeth Helene von Vieregget, aki két év múlva a szülésbe belehalt. Halála után a grófnő udvarhölgye, Charlotte Helene von Schindel lett a király szeretője. 1711-ben Frigyes egy álarcosbálon találkozott a tizennyolc éves Anne Sophie Reventlowval és beleszeretett. A lány szülei egy vidéki házban zárták el Annét, ahonnan a király megszöktette és titokban feleségül vette. 1721-ben, három héttel Mecklenburgi Lujza halála után másodszor, hivatalosan is összeházasodott Anne Sophie-vel. 

Mecklenburgi Lujzától született gyermekei:
- Keresztély (1697. június 28. – 1698. október 1.)
- Keresztély (1699. december 10. – 1746. augusztus 6.), Dánia és Norvégia királya
- Frigyes Károly (1701. október 23. – 1702. január 7.)
- György (1703. január 6. – 1704. március 12.)
- Sarolta Amália (1706. október 6. – 1782. október 28.)

Elisabeth Helene von Viereggtől született gyermek:
- Frederik Gyldenløve (1704–1705)

Anne Sophie Reventlowtól született gyermekei:
- Krisztina Amália (1723. október 23. – 1724. január 7.)
- Frigyes Keresztély (1726. június 1. – 1727. május 15.)
- Károly (1728. február 16. – 1729. december 10.)

## Fordítás
- Ez a szócikk részben vagy egészben  a   Frederick IV of Denmark című angol Wikipédia-szócikk ezen változatának fordításán alapul.  Az eredeti cikk szerkesztőit annak laptörténete sorolja fel. Ez a jelzés csupán a megfogalmazás eredetét és a szerzői jogokat jelzi, nem szolgál a cikkben szereplő információk forrásmegjelöléseként.

| Előző uralkodó: V. Keresztély | Dánia királya 1699 – 1730 | Következő uralkodó: VI. Keresztély |

| Előző uralkodó: V. Keresztély | Norvégia uralkodója 1699 – 1730 | Következő uralkodó: VI. Keresztély |